# Forest Glen (Maryland)
Pour les articles homonymes, voir Forest Glen.
Forest Glen est une census-designated place située dans le comté de Montgomery, dans l’État du Maryland, aux États-Unis. Lors du recensement de 2020, elle comptait 6 897 habitants.